# Âm mũi môi-môi hữu thanh
Âm mũi môi-môi hữu thanh là một phụ âm được dùng trong nhiều ngôn ngữ nói. Ký hiệu trong IPA để tượng trưng cho âm này là "m", và ký hiệu tương đương của X-SAMPA là m.

## Đặc trưng
Những đặc trưng của âm mũi môi - môi là:
- Cách phát âm là chặn, có nghĩa là nó được tạo ra bằng việc chặn luồng hơi trong đường thanh quản. Vì đây là âm mũi, luồng hơi bị chặn đổi hướng sang đường mũi.
- Vị trí cấu âm là môi-môi, nghĩa là phải vận dụng cả môi trên và môi dưới để phát âm.

- Đây là âm hữu thanh, nghĩa là dây thanh âm rung khi phát âm.
- Đây là âm mũi, nghĩa có khí được thoát ra đường mũi, hoặc chỉ qua đường mũi hoặc cả qua đường miệng.
- Vì âm này không được phát ra nhờ sự tác động của dòng khí lên lưỡi, không cần để tâm đến sự phân biệt âm giữa lưỡi-âm cạnh lưỡi.
- Đây là âm phổi, nghĩa là nó được tạo ra bởi khí chỉ do phổi và cơ hoành đẩy ra.

## Thường gặp
| ngôn ngữ   | ngôn ngữ   | từ | IPA  | ý nghĩa  | ghi chú  |
| ---------- | ---------- | -- | ---- | -------- | -------- |
| Tiếng Việt | Tiếng Việt | mê | [me] | thiếp đi | Quốc ngữ |